# National League South 2016-2017
La National League South 2016-2017 è stata la 13ª edizione della seconda serie della National League. Rappresenta, insiema alla National League North, il sesto livello del calcio inglese ed il secondo del sistema "non-league". 

## Squadre partecipanti
| Squadra                    | Città                         | Stagione precedente                                             |
| -------------------------- | ----------------------------- | --------------------------------------------------------------- |
| Bath City                  | Bath                          | 14º posto in National League South                              |
| Bishop's Stortford         | Bishop's Stortford            | 11º posto in National League South                              |
| Chelmsford City            | Chelmsford                    | 15º posto in National League South                              |
| Concord Rangers            | Canvey Island                 | 10º posto in National League South                              |
| Dartford                   | Dartford                      | 8º posto in National League South                               |
| Eastbourne Borough         | Eastbourne                    | 17º posto in National League South                              |
| East Thurrock United       | Corringham                    | 3º posto in Isthmian League Premier Division, promosso          |
| Ebbsfleet United           | Northfleet                    | 2º posto in National League South                               |
| Gosport Borough            | Gosport                       | 9º posto in National League South                               |
| Hemel Hempstead Town       | Hemel Hempstead               | 6º posto in National League South                               |
| Hampton & Richmond Borough | Londra (Richmond upon Thames) | 1º posto in Isthmian League Premier Division, promosso          |
| Hungerford Town            | Hungerford                    | 4º posto in Southern Football League Premier Division, promosso |
| Maidenhead United          | Maidenhead                    | 7º posto in National League South                               |
| Margate                    | Margate                       | 19º posto in National League South                              |
| Oxford City                | Marston (Oxford)              | 12º posto in National League South                              |
| Poole Town                 | Poole                         | 1º posto in Southern Football League Premier Division, promosso |
| St Albans City             | St Albans                     | 18º posto in National League South                              |
| Truro City                 | Truro                         | 4º posto in National League South                               |
| Wealdstone                 | Londra (Ruislip)              | 13º posto in National League South                              |
| Welling United             | Londra (Bexley)               | 24º posto in National League, retrocesso                        |
| Weston-super-Mare          | Weston-super-Mare             | 16º posto in National League South                              |
| Whitehawk                  | Brighton                      | 5º posto in National League South                               |

## Classifica finale
|  | Pos. | Squadra            | Pt | G  | V  | N  | P  | GF | GS  | DR  |
|  | ---- | ------------------ | -- | -- | -- | -- | -- | -- | --- | --- |
|  | 1    | Maidenhead Utd     | 98 | 42 | 30 | 8  | 4  | 93 | 29  | +64 |
|  | 2    | Ebbsfleet Utd      | 96 | 42 | 29 | 9  | 4  | 96 | 30  | +36 |
|  | 3    | Dartford           | 84 | 42 | 25 | 9  | 8  | 83 | 45  | +38 |
|  | 4    | Chelmsford City    | 82 | 42 | 23 | 13 | 6  | 89 | 47  | +42 |
|  | 5    | Poole Town         | 71 | 42 | 20 | 11 | 11 | 63 | 49  | +14 |
|  | 6    | Hungerford Town    | 70 | 42 | 19 | 13 | 10 | 67 | 49  | +18 |
|  | 7    | Hampton & Richmond | 69 | 42 | 19 | 12 | 11 | 81 | 56  | +25 |
|  | 8    | Wealdstone         | 66 | 42 | 18 | 12 | 12 | 62 | 58  | +4  |
|  | 9    | Bath City          | 62 | 42 | 18 | 8  | 16 | 71 | 52  | +19 |
|  | 10   | St Albans City     | 59 | 42 | 16 | 11 | 15 | 72 | 66  | +6  |
|  | 11   | Eastbourne Borough | 58 | 42 | 16 | 10 | 16 | 82 | 70  | +12 |
|  | 12   | Hemel H. Town      | 57 | 42 | 15 | 12 | 15 | 74 | 83  | -9  |
|  | 13   | East Thurrock Utd  | 56 | 42 | 14 | 14 | 14 | 73 | 65  | +8  |
|  | 14   | Oxford City        | 52 | 42 | 15 | 7  | 20 | 48 | 73  | -25 |
|  | 15   | Weston-super-Mare  | 48 | 42 | 14 | 6  | 22 | 63 | 69  | -6  |
|  | 16   | Welling Utd        | 43 | 42 | 12 | 7  | 23 | 64 | 69  | -5  |
|  | 17   | Whitehawk          | 43 | 42 | 12 | 7  | 23 | 51 | 72  | -19 |
|  | 18   | Concord Rangers    | 42 | 42 | 10 | 12 | 20 | 57 | 75  | -18 |
|  | 19   | Truro City         | 40 | 42 | 11 | 7  | 24 | 53 | 99  | -46 |
|  | 20   | Gosport Borough    | 36 | 42 | 9  | 9  | 24 | 45 | 101 | -56 |
|  | 21   | Bishop's Stortford | 27 | 42 | 8  | 3  | 31 | 29 | 104 | -75 |
|  | 22   | Margate            | 25 | 42 | 7  | 4  | 31 | 26 | 81  | -55 |

Legenda:
      Promosso in National League 2017-2018.
  Ammesso ai play-off.
      Retrocesso in Isthmian League Premier Division 2017-2018.
      Retrocesso in Southern Football League Premier Division 2017-2018.
Regolamento:
Tre punti a vittoria, uno a pareggio, zero a sconfitta.
In caso di arrivo di due o più squadre a pari punti, la graduatoria viene stilata secondo i seguenti criteri:
- differenza reti
- maggior numero di gol segnati

Note:

Hungerford Town e Poole Town esclusi dai play off, perché non in possesso di un terreno di gioco idoneo.

## Spareggi

### Play-off

#### Tabellone
|  | Semifinali | Semifinali         | Semifinali | Semifinali | Semifinali |  |  | Finale | Finale          | Finale |  |
|  |            |                    |            |            |            |  |  |        |                 |        |  |
|  | 5          | Hampton & Richmond | 1          | 1          | 2          |  |  |        |                 |        |  |
|  | 2          | Ebbsfleet Utd      | 2          | 2          | 4          |  |  | 2      | Ebbsfleet Utd   | 2      |  |
|  | 4          | Chelmsford City    | 0          | 2          | 2          |  |  | 4      | Chelmsford City | 1      |  |
|  | 3          | Dartford           | 0          | 1          | 1          |  |  |        |                 |        |  |